# Iormănești, Gorj
Iormănești este satul de reședință al comunei Glogova din județul Gorj, Oltenia, România.
 Acest articol despre o localitate din județul Gorj este deocamdată un ciot. Puteți ajuta Wikipedia prin completarea lui.